# Dret civil
|  | Aquest article tracta sobre accepció principal. Vegeu-ne altres significats a «Dret civil català». |

El dret civil és el conjunt de normes jurídiques i principis que regulen les relacions personals o patrimonials entre persones privades, tant físiques com jurídiques, de caràcter privat i públic, o inclús entre les últimes, sempre que actuen desproveïdes d'imperium. Se'l pot definir també, en termes generals, com les normes i principis que regulen les relacions més generals i quotidianes de la vida de les persones, considerant les persones quant a tal, com a subjecte de dret, o com aquell que regix a l'home com a tal, sense consideració de les seues activitats peculiars; que regla les seues relacions amb els seus semblants i amb l'Estat, quan este actua en el seu caràcter de simple persona jurídica i en tant eixes relacions tinguen com a objecte satisfer necessitats de caràcter genèricament humanes.
De la mateixa manera, a vegades es denomina dret civil al conjunt de normes incloses dins d'un codi civil.
Finalment, també s'utilitza el terme dret civil, sobretot en l'àmbit del dret anglosaxó, per a referir-se al:
Dret continental (com Civil Law), en contraposició al sistema anglosaxó (o Common Law).

## Contingut
El Dret civil habitualment comprèn:
- El dret de les persones, que regula l'inici i fi de l'existència de les persones naturals i jurídiques, la capacitat jurídica i l'administració dels béns dels incapaços, els drets de la personalitat, els atributs de la personalitat, és a dir, els elements que determinen les condicions de cada individu en la seua relació jurídica amb els altres, com ara l'estat civil, el domicili, la nacionalitat i certs drets qualificats de "personalíssims", per tal com no poden transmetre's o transferir-se a altres persones.
- El dret de les obligacions i els contractes, que regula els fets jurídics, actes i negocis jurídics, i les seues conseqüències i efectes vinculants.
- El dret de coses o de béns, que regula el que es coneix com a drets reals i, en general, les relacions jurídiques dels individus amb els objectes o coses, com ara la propietat, els modes d'adquirir-la, la possessió i la mera tinença.
- Normes de responsabilitat civil.
- El dret de família que regula les conseqüències jurídiques de la relacions de família, provinents del matrimoni i del parentiu. Sense perjuí, que part de la doctrina la considera una branca autònoma del dret.
- El dret de successió o successori, que regula les conseqüències jurídiques que venen determinades per la defunció d'un individu quant a les formes de transmissió dels seus béns i drets a tercers.
- Finalment, també inclou normes genèriques aplicables a totes les branques del dret, com l'aplicació i interpretació de les normes jurídiques i normes de dret internacional privat. Per esta última raó, el dret civil rep la seua denominació de dret comú.

És necessari tindre en compte que l'estudi del dret civil comprèn, a més, l'anàlisi de les diferents accions judicials que l'ordenament jurídic atorga per a la protecció de les situacions jurídiques abans descrites.

## Característiques
El dret civil és el dret privat comú i general dels països.

### Dret civil com a dret privat
El dret civil ha sigut des de l'època del dret romà el conjunt de normes que constituïxen el dret privat, entenent per tal a aquell que regula les relacions entre les persones. S'oposava, per tant, al dret públic, que regula les relacions de les persones amb els poders de l'estat i dels poders públics entre si.

### Dret civil com a dret comú
Les normes del dret civil s'apliquen a totes les matèries de dret privat que no tinguen una regulació especial de caràcter legal. L'evolució del dret i la seua especialització van fer nàixer branques específiques de dret privat com el dret mercantil. Estes branques tenen en comú el fet de mantindre com a dret supletori al dret civil, que s'instituïx així com a dret comú.

### Dret civil com a dret general
El dret civil conté normes que regulen les relacions jurídiques privades aplicables a tots els individus independentment de factors com a nacionalitat, professió, religió, etc. S'aplica a tots els que es troben en la mateixa situació jurídica.

## El dret civil a les terres de parla catalana

### Andorra
Tot i que no hi ha consens sobre quines són les fonts del dret civil andorrà, ni encara menys sobre el seu ordre de prelació, segons la jurisprudència del Tribunal Superior de Justícia d'Andorra el dret civil andorrà seria el que resulta, per aquest ordre, de les lleis pàtries o pròpies, que comprenen no només les emanades de l'òrgan andorrà investit de potestat legislativa, sinó també el dret català anterior al Decret de Nova Planta; el costum; i el dret comú, integrat pel dret canònic i pel dret romà.
El dret civil andorrà es troba en un procés inicial de sistematització o codificació. En aquest sentit, el 18 de desembre de 2014 es va promulgar la Llei 46/2014 de la successió per causa de mort, en vigor des de l'1 de gener de 2016. Des de l'any 2015 s'està en el procés d'impulsar la codificació del dret de família.

### Catalunya
A Catalunya regeix el Codi civil de Catalunya, compost per sis llibres (Disposicions generals; Persona i família; Persona Jurídica; Successions; Drets reals; i Obligacions i contractes), si bé el Llibre Sisè, relatiu a les obligacions i contractes, encara no ha estat redactat ni promulgat.
L'article 111-1 del Codi estableix que el dret civil de Catalunya és constituït per les disposicions del referit Codi, les altres lleis del Parlament en matèria de dret civil, els costums i els principis generals del dret propi, afegint que el costum només regeix si no hi ha llei aplicable.
En el no regulat en el Codi civil de Catalunya serà d'aplicació del Codi civil espanyol, que actua com a dret supletori, si bé, com estableix l'article 111-5 del Codi català, en la mesura que la regulació espanyola no s'oposi a les disposicions del dret civil de Catalunya o als principis generals que l'informen.

### Catalunya Nord
A la Catalunya Nord hi regeix el dret civil francès, contingut en el Code civile.

### Illes Balears
A les Illes Balears regeix la Compilació de dret civil de les Illes Balears, que recull les disposicions aplicables a l'illa de Mallorca (Llibre I), les aplicables a l'illa de Menorca (Llibre II), i les aplicables a les illes d'Eivissa i Formentera (Llibre III).
Segons l'article 1 de la Compilació, el dret civil de les Illes Balears regirà amb preferència al Codi civil espanyol i d'altres lleis estatals, d'acord amb el que estableix la Constitució i a l'Estatut d'autonomia, sense perjudici de les normes de caràcter civil que, d'acord amb la mateixa constitució, hi siguin d'aplicació directa i general. El dret civil de Balears s'interpretarà i integrarà prenent en consideració els principis generals que l'informen, així com les lleis, els constums, la jurisprudència i la doctrina que encarnen la tradició jurídica de les Illes. A manca de lleis i costums del dret balear, s'aplicarà supletòriament el Codi civil espanyol i d'altres lleis civils estatals, sempre que les normes d'aquestes no s'oposin als principis de l'ordenament jurídic balear.

### País Valencià
El dret civil valencià és el que resulta de diverses lleis aprovades pel parlament de la Comunitat Valenciana, en aspectes com la regulació de determints tipus de persones jurídiques, protecció de la persona, obligacions i contractes, propietats especials i drets reals, i determinats aspectes de familia i successions. En el no regulat especialment en la legislació valenciana és d'aplicació el Codi civil espanyol.

### La Franja de Ponent
A la Franja de ponent hi regeix el dret civil d'Aragó, contingut en el Codi de Dret Foral d'Aragó, que estableix que les fonts del dret civil d'Aragó són la llei, el costum i els principis generals en què tradicionalment s'inspira el seu ordenament jurídic, aplicant-se el dret civil espanyol com a supletori, només en defecte de normes aragoneses i d'acord amb els principis que les informen.

### L'Alguer
A l'Alguer hi regeix el dret civil italià, contingut en el Codice Civile.